# RN7 (Mali)
Die RN7 ist eine Fernstraße in Mali, die in Bamako an der Ausfahrt der RN1 bzw. der RN5 beginnt, über Ouéléssébougou, Bougouni, Koumantou und Sikasso führt und in Zégoua an der Grenze nach der Elfenbeinküste endet. In Bamako kreuzt sie sich mit der RN6 und in Bougouni kreuzt sie sich mit der RN8. Sie ist 469 Kilometer lang.